# Кале (Долна Лешница)
Кале или Градище (на македонска литературна норма: Кале) е антична и средновековна крепост, разположена над положкото село Долна Лешница, Северна Македония.

## Местоположение
Калето се намира на 1,5 km южно от Долна Лешница, на десния бряг на Лешнишката река, на стария кръстопът Скопие - Охрид, който в участъка Групчин - Стенче пресича подножието на Сува гора. Представлява 90 m висока чука над слива на два потока. Има стръмни склонове и е достъпна през малка седловина от юг, която я отделя от по-високите ридове.

## История

### Античност
Около върха се забелязват останки от късноантичен зид от камък с хоросан, който огражда овално пространство от 0,3 ha. В южната най-висока част се издига голяма кула. Открити са късноантична керамика и монети от края на IV и VI век. Стражата е контролирала пътя Скопие - Лихнид, в планинските долини между Скопие и Полога.

### Средновековие
Стената от VI век, остава добре запазена и по-късно. Може би е била възстановена по-късно. В бурните събития от X - XIII век пътят Охрид - Скопие играе важна стратегическа роля, а с него и стражата при Долна Лешница. В кулата са изкопани сребърни византийски монети на Константин X (1059 - 1067) и двадесет железни върха за джилити за пробиване на броня. Очевидно крепостта е използвана в това време, може би само периодично, за охрана на тази част на пътя.